# Galeus antillensis
Galeus antillensis (лат.) — один из видов рода пилохвостов, семейства кошачьих акул (Scyliorhinidae). Встречается у дна на глубине 293—695 м у берегов Флориды и Вест-Индии от Ямайки до Мартиники. Размножается, откладывая яйца. Рацион составляют ракообразные и небольшие рыбы. Максимальный размер 46 см.

## Таксономия
Эксперт по акулам Стюарт Спрингер описал Galeus antillensis как островной подвид Galeus Arae в 1979 году в техническом отчёте Национального управления океанических и атмосферных исследований (NOAA). Типовые образцы были пойманы у Подветренных островов (Сент-Китс). В 1998 и 2000 годах, Гера Константину с коллегами признали подвиды Galeus antillensis и Galeus cadenati самостоятельными видами и описали новый вид Galeus springeri, который ранее считался цветовой морфой Galeus antillensis. Недавно были описаны таксономические различия между этими видами и новым видом Galeus mincaronei, открытым в южной Бразилии.

## Ареал и среда обитания
Galeus antillensis обитают во Флоридском проливе, а также в водах Ямайки, Гаити, Пуэрто-Рико, Подветренных островов и на Мартинике Их ареал может быть шире, чем известно до настоящего времени, и перекрывать ареалы Galeus springeri, но не Galeus arae или Galeus cadenati. Это многочисленные, донные акулы, которые встречаются на континентальных и островных склонах, на глубине 293—695 м.

## Описание
Максимальный размер 46 см. Тело тонкое и стройное, несколько уплощённая голова с длинной, заострённой мордой. Овальные глаза вытянуты по горизонтали, они оснащены рудиментарным третьим веком, позади глаз имеются крошечные дыхальца. Выступы под глазами отсутствуют. Ноздри разделены треугольными кожными складками. Рот короткий, широкий и изогнутый, по углам имеются довольно длинные борозды. Во рту имеются 56 верхних и 52 нижних зубных ряда. Каждый зуб имеет большой центральный выступ и 1—2 латеральных зубца. Есть пять пар жаберных щелей.
У спинных плавников тупые вершины, основание первого плавника находится позади середины основания брюшных плавников. Второй спинной плавник почти одинакового размера с первым. Его основание находится позади середины основания анального плавника. Грудные плавники довольно большие и широкие, с закруглёнными концами. Брюшные и анальный плавники низкие. Длина основания анального плавника равна примерно 8—14 % от общей длины тела и сопоставима с расстоянием между спинными плавниками. Хвостовой плавник имеет небольшую нижнюю лопасть и вентральную выемку возле кончика верхней лопасти. Тело покрыто мелкими, перекрывающими друг друга плакоидными чешуйками, каждая из которых имеет форму листовидной короны с горизонтальным хребтом и тремя маргинальными зубчикам. На передней части дорсального края хвостового плавника имеется характерный пилообразный гребень, сформированный крупными чешуйками. Этот вид имеет мраморный окрас, состоящий из, как правило, менее, чем 11 тёмно-коричневых седловидных пятен вдоль спины и хвоста на тёмном фоне. У некоторых особей на вершине головы имеется характерная тёмная отметина в виде трёх зубцов. Брюхо ровного беловатого цвета. Внутренняя поверхность рта окрашена в тёмный цвет.

## Биология и экология
Galeus antillensis могут образовывать большие стаи. Они питаются преимущественно креветками. Это яйцекладущий вид акул. Взрослые самки имеют один функциональный яичник, расположенный справа, и две функциональные маточные трубы. Внутри каждого яйцевода одновременно созревает по одному яйцу. Яйца заключены в колбовидные капсулы размером примерно 4,9—5,1 см в длину, 1,2—1,4 см в и 1,6 в нижней части. На двух верхних углах имеются витые усики. Самцы и самки достигают половой зрелости примерно при длине 33—36 и 34—46 см соответственно.

## Взаимодействие с человеком
Galeus antillensis слишком малы, чтобы попадать в глубоководные сети.